# Langenaltheimer Haardt
Langenaltheimer Haardt ist ein Gemeindeteil der Gemeinde Langenaltheim im Landkreis Weißenburg-Gunzenhausen (Mittelfranken, Bayern). Langenaltheimer Haardt liegt in der Gemarkung Langenaltheim.

## Lage
Das Dorf Langenaltheimer Haardt liegt im Süden des Landkreises Weißenburg-Gunzenhausen im Naturpark Altmühltal, östlich von Langenaltheim in einer Offenlandschaft in der Weißenburger Alb, einem Höhenzug der Fränkischen Alb. Das Dorf liegt direkt an der Staatsstraße 2217. Es schmiegt sich direkt an einen Steinbruch.

## Geschichte
Der Ort entstand während des 19. Jahrhunderts aus einer Steinbruch-Siedlung auf der gleichnamigen Freifläche Langenaltheimer Haardt.
1871 lebten die 47 Einwohner in 92 Gebäuden. Sie besaßen insgesamt 25 Pferde und 3 Stück Rindvieh. Damals ist der Ort als Steinbrüche (in der Langenaltheimer Haardt) amtlich eingetragen. Bereits vor der Gemeindegebietsreform in Bayern in den 1970er Jahren war Langenaltheimer Haardt ein Gemeindeteil von Langenaltheim.